# Monica Niculescu
Monica Niculescu (Slatina, 25 de Setembro de 1987) é uma tenista profissional romena, possui um título de duplas, onde ja figurou na 27 colocação, em simples, atingiu em 2008 o N. 47° da WTA e a 2 de Novembro de 2009 o N. 91.

## WTA finais

### Simples: 5 (2 títulos, 3 vices)
| Legenda (pre/pos 2009)                       |
| -------------------------------------------- |
| Grand Slam (0-0)                             |
| WTA Tour (0-0)                               |
| Tier I / Premier Mandatory & Premier 5 (0-0) |
| Tier II / Premier (0–0)                      |
| Tier III, IV & V / International (2–3)       |

| Posição | N. | Data             | Torneio                                                | Piso     | Oponente          | Placar        |
| ------- | -- | ---------------- | ------------------------------------------------------ | -------- | ----------------- | ------------- |
| Vice    | 1. | 23 Outubro 2011  | BGL Luxembourg Open, Luxemburgo                        | Duro (i) | Victoria Azarenka | 2–6, 2–6      |
| Vice    | 2. | 21 Outubro 2012  | BGL Luxembourg Open, Luxemburgo (2)                    | Duro (i) | Venus Williams    | 2–6, 3–6      |
| Campeã  | 1. | 2 Março 2013     | WTA de Florianópolis, Florianópolis, Brasil            | Duro     | Olga Puchkova     | 6–2, 4–6, 6–4 |
| Campeã  | 2. | 21 Setembro 2014 | Guangzhou International Women's Open, Guangzhou, China | Duro     | Alizé Cornet      | 6–4, 6–0      |
| Vice    | 3. | 15 Junho 2015    | WTA de Nottingham, Nottingham, Reino Unido             | Grama    | Ana Konjuh        | 6–1, 4–6, 2–6 |

### Duplas: 14 (4 títulos, 9 vices)
| Legenda (pre/pos 2009)                       |
| -------------------------------------------- |
| Grand Slam (0-0)                             |
| WTA Tour (0-0)                               |
| Tier I / Premier Mandatory & Premier 5 (0-0) |
| Tier II / Premier (0–3)                      |
| Tier III, IV & V / International (4–6)       |

| Posição | N.  | Data             | Torneio                                                | Piso     | Parceira           | Oponentes                            | Placar                     |
| ------- | --- | ---------------- | ------------------------------------------------------ | -------- | ------------------ | ------------------------------------ | -------------------------- |
| Vice    | 1.  | 17 Agosto 2008   | Pilot Pen Tennis, New Haven, EUA                       | Duro     | Sorana Cîrstea     | Květa Peschke Lisa Raymond           | 6–4, 5–7, [7–10]           |
| Campeã  | 1.  | 12 Julho 2009    | GDF SUEZ Grand Prix, Budapeste, Hungria                | Saibro   | Alisa Kleybanova   | Alona Bondarenko Kateryna Bondarenko | 6–4, 7–6(7–5)              |
| Vice    | 2.  | 2 Agosto 2009    | WTA de Stanford, Stanford, eUA                         | Duro     | Chan Yung-jan      | Serena Williams Venus Williams       | 1–6, 4–6                   |
| Vice    | 3.  | 16 Janeiro 2010  | Moorilla Hobart International, Hobart, Austrália       | Duro     | Chan Yung-jan      | Květa Peschke Chuang Chia-jung       | 6–3, 3–6, [7–10]           |
| Vice    | 4.  | 18 Julho 2010    | ECM Prague Open, Praga, Rep. Tcheca                    | Saibro   | Ágnes Szávay       | Timea Bacsinszky Tathiana Garbin     | 5–7, 6–7(4–7)              |
| Vice    | 5.  | 23 Julho 2011    | Baku Cup, Baku, Azerbaijão                             | Duro     | Galina Voskoboeva  | Mariya Koryttseva Tatiana Poutchek   | 3–6, 6–2, [8–10]           |
| Campeã  | 2.  | 14 Janeiro 2012  | Moorilla Hobart International, Hobart, Austrália       | Duro     | Irina-Camelia Begu | Chuang Chia-jung Marina Erakovic     | 6–7(4–7), 7–6(7–4), [10–5] |
| Vice    | 6.  | 22 Setembro 2012 | Guangzhou International Women's Open, Guangzhou, China | Duro     | Jarmila Gajdošová  | Tamarine Tanasugarn Zhang Shuai      | 6–2, 2–6, [8–10]           |
| Vice    | 7.  | 21 Outubro 2012  | BGL Luxembourg Open, Luxemburgo                        | Duro (i) | Irina-Camelia Begu | Andrea Hlaváčková Lucie Hradecká     | 3–6, 4–6                   |
| Vice    | 8.  | 22 Junho 2013    | AEGON International, Eastbourne, Reino Unido           | Grama    | Klára Zakopalová   | Nadia Petrova Katarina Srebotnik     | 3-6, 3-6                   |
| Campeã  | 3.  | 4 Janeiro 2014   | Shenzhen Open, Shenzhen, China                         | Duro     | Klára Zakopalová   | Lyudmyla Kichenok Nadiya Kichenok    | 6–3, 6–4                   |
| Campeã  | 4.  | 11 Janeiro 2014  | Moorilla Hobart International, Hobart, Austrália       | Duro     | Klára Zakopalová   | Lisa Raymond Zhang Shuai             | 6–2, 6–7(5–7), [10–8]      |
| Vice    | 9.  | 13 Abril 2014    | BNP Paribas Katowice Open, Katowice, Polônia           | Duro (i) | Klára Koukalová    | Yuliya Beygelzimer Olga Savchuk      | 4–6, 7–5, [7–10]           |
| Vice    | 10. | 17 Janeiro 2015  | Moorilla Hobart International, Hobart, Austrália       | Duro     | Vitalia Diatchenko | Kiki Bertens Johanna Larsson         | 5–7, 3–6                   |